# Buzz (vibración de los labios)
Buzz (del inglés zumbido) es la palabra técnica que se utiliza para denominar la vibración de los labios en el acto de producir un sonido, siendo buzzing la palabra utilizada para dicha acción. Los instrumentista de viento metal utilizan el buzz para posicionar los labios, incrementando su resistencia y posición en el registro agudo.
- Datos: Q5736197